# Edward Richardson
Edward Richardson (1617 - kort na of in 1677) was een Engelse puriteinse predikant en medicus die een groot deel van zijn leven in de Nederlandse republiek werkzaam was. Hij is bekend om zijn Anglo-Belgica uit 1677, een in een aantal opzichten opmerkelijk leerboek voor het Engels en het Nederlands.
Richardson werd in 1617 geboren als zoon van Thomas Richardson. Hij studeerde aan de Universiteit van Cambridge, aan Emmanuel College, en behaalde in 1639 of 1640 zijn BA. Hij kwam in 1643 naar Nederland, om de Engelse presbyteriaanse gemeente in Delft te dienen. In Delft trouwde hij met Dorcas Hering. Hij keerde in 1645 weer terug naar Engeland, waar hij tijdens de periode van het Gemenebest verbleef. Hij werd predikant in Ripon. Zijn vrouw Dorcas overleed in 1651. In juli 1655 hertrouwde hij met Susanna Styring.
Na de restauratie werd hij uit zijn ambt gezet omdat hij de eed voorgeschreven in de Act of Uniformity niet aflegde. Hij legde zich vervolgens toe op de studie van de geneeskunde. Hiervoor werd hij in november 1662 bevoegd beoordeeld door de Royal College of Physicians. In augustus 1663 vluchtte Richardson naar de Republiek, nadat hij dat jaar betrokken was bij een antimonarchistisch complot, het Farnley Wood Plot. Hij werd daarna werkzaam als predikant voor de presbyteriaanse kerk. Ook hield hij zich bezig met politieke agitatie tegen het bewind van Karel II. Engelse overheidsdienaren in Nederland hielden hem nadien nog geruime tijd in de gaten als "fanaticus".
Richardson bracht in 1677 de Anglo-Belgica uit, met de Engelse titel The English And Netherdutch Academy en de Nederlandse titel d'Engelsche En Nederduitsche Academy, op verzoek van en uitgegeven door de Amsterdamse drukker Steven Swart. Zij was bedoeld als een leerboek in twee richtingen. Dit werk had vergeleken met eerdere leerboeken een zeer uitgebreide bespreking van de grammatica van beide talen. Voorbeeldteksten werden uit verschillende specialistische tekstsoorten genomen, over o.a. rechten, moraal en koophandel. Zo was bijvoorbeeld een lange passage uit Epictetus in het leerboek opgenomen. Dit was de reden dat Richardson zijn werk 'academie' noemde. Richardson baseerde zich, naast op bestaande leerboeken (het was toen heel gebruikelijk dat leerboeken andere leerboeken plagieerden), ook op de in het Latijn geschreven wetenschappelijke literatuur over grammatica. Deze combinatie van een specialistische oriëntatie, een ongekend uitvoerige grammatica en de integratie van Latijnse wetenschap was toen nog ongezien voor een leerboek in de volkstaal. Overigens sloeg de specialistische opzet blijkbaar niet aan, in de tweede druk (1689, door de weduwe Swart) werden het merendeel van dit materiaal vervangen door traditionele oefenteksten.
In andere opzichten sloot het boek wel aan bij de heersende conventies voor leerboeken, zo had het een drieledige indeling in grammatica, voorbeeldteksten en woordenschat. De Nederlandse tekst gebruikt puristische grammaticale termen, overeenkomend met de terminologie van de Twe-spraack.
Richardsons werk was invloedrijk in de late zeventiende en de achttiende eeuw. Het werd meerdere malen herdrukt en de Amerikaanse schoolmeester Francis Harrison, schrijver van De Engelsche en Nederduytsche School-Meester of The English and Low-Dutch School-Master (1730), nam op zijn beurt grote delen uit de Anglo-Belgica over.